# ČZ 250 typ 980
ČZ 250 typ 980 je speciální závodní motocykl. Výfuk motocyklu je vedený vrchem. Řazení je řešeno pomocí posuvné kulisy. Suchá spojka je umístěna na hlavní hřídeli převodovky. Válec je vyrobený jako kokilový odlitek s vložkou se speciální šedé litiny. Hlava válce, kartery, víka motoru jsou tlakově lity z hliníku. Tlumič sání, blatníky, kostra sedla jsou ze skelných vláken. Nádrž je vylisovaná z ocelového polechu.